# Сидоров, Денис Николаевич
Денис Николаевич Сидоров (род. 30 октября 1974, Иркутск) — российский математик, автор работ в области интегральных и дифференциальных уравнений, обратных задач, методов машинного обучения и математического моделирования в задачах энергетики, машиностроения и физики атмосферы. Главный научный сотрудник Института систем энергетики им. Л. А. Мелентьева СО РАН.

## Биография
Родился 30 октября 1974 года в Иркутске.
В 1996 году окончил математический факультет Иркутского государственного университета, кафедра вычислительной математики, специальность «прикладная математика». В 1999 году после окончания аспирантуры в ИСЭМ СО РАН защитил кандидатскую диссертацию по теме «Моделирование нелинейных динамических систем рядами Вольтерра: идентификация и приложения».
С 1999 по 2000 гг заведовал кафедрой информационных технологий Института экономики ИрГТУ. С 2001 по 2005 работал в проектах Рамочных программ ЕС по развитию научных исследований и технологий в Тринити-колледже (Дублин) в лаборатории Sigmedia факультета электротехники и в Технологическом университете Компьень (UMR CNRS 7253), лаборатория HEUDIASYC.
В 2002 году — приглашённый исследователь университета Тампере, Tampere International Center for Signal Processing. В 2005—2009 гг руководил проектами в области технического зрения, NDT в полупроводниковой индустрии в ASTI Holdings (Сингапур). В 2009 году — приглашенный исследователь Института теории информации и автоматизации АН Чешской республики.
```
В 2012 году — профессор 
Германской службы академических обменов
, университет 
Зиген
. В 2014 году — приглашенный профессор 
Института математических наук Исаака Ньютона
 (Кембридж)
[
6
]
. В 2019 году — приглашенный профессор школы машиностроения и аэрокосмической техники 
Университета Квинс в Белфасте
. В 2024 году — приглашенный (chair) профессор школы электротехники и автоматики Харбинского политехнического университета.
```

В 2014 году защитил докторскую диссертацию по теме «Интегральные динамические модели: приближенные методы и приложения».
С 2015 года преподает в Институте математики и информационных технологий ИГУ, зав. лабораторией промышленной математики Байкальского института БРИКС ИРНИТУ (по совместительству). В течение многих лет руководит межинститутским семинаром «Машинное обучение, зрение и динамические системы».
В эти же годы не прерывая работы в Институте систем энергетики им. Л. А. Мелентьева СО РАН, прошел там путь от стажера-исследователя до главного научного сотрудника. С 2017 г. по 2022 г. также проводил исследования физики ионосферы (в рамках грантов РНФ) в Институте солнечно-земной физики СО РАН.
Участник программы Plan 111 Министерства образования КНР, проект «Оптимизация и управление умными сетями электроснабжения» (B17016).
С 2016 по 2019 гг. — почетный приглашенный профессор Хунаньского университета (г. Чанша, КНР).
В 2018 году избран профессором РАН по Отделению энергетики, машиностроения, механики и процессов управления РАН. С 2023 избран в бюро профессоров РАН отделения энергетики, машиностроения, механики и процессов управления РАН.
В 2019 году выдвинут кандидатом в члены-корреспонденты РАН по Отделению энергетики, машиностроения, механики и процессов управления РАН Ученым Советом ИСЭМ СО РАН и чл.-кор. РАН Воропаем Н. И.
Член Ученого Совета ИСЭМ СО РАН, диссертационного совета, член президиума ИНЦ СО РАН, с 2020 по 2022 — член Экспертного Совета по управлению, вычислительной технике и информатике ВАК РФ, c 2022 — член Экспертного Совета по управлению, компьютерным и информационным наукам ВАК РФ. Председатель ГАК ММФ НГУ (2022, 2023, 2024 гг).
Участник лекционного проекта «Профессора РАН — школам»

## Семья
Родился и вырос в семье потомственных ученых-преподавателей. Отец — профессор Николай Александрович Сидоров (род. 1940), российский математик, специалист в области нелинейного функционального анализа.
Дед, Сидоров Александр Григорьевич руководил плановым отделом Иркутского авиационного завода в 1939—1945 гг. Мать — Ирина Сергеевна Шустикова (род. 1942), преподаватель, выпускник механико-математического факультета МГУ. Д. Н. Сидоров — правнук российского механика, полковника-инженера, профессора Сократа Андреевича Шустикова, ученика и соратника академика Б. Г. Галеркина. Прапрадед — известный этнограф Андрей Алексеевич Шустиков.
Женат (2002). Жена — к.ф.-м.н. Алена Ивановна Дрегля. У них — сын и дочь. Брат — к.и.н. Андрей Николаевич Сидоров (1973 г.р.)

## Научная деятельность
Область научных интересов: обратные задачи, теория и численные методы решения интегральных уравнений, сингулярные операторно-дифференциальные эредитарные модели, распределенная генерация, обработка изображений.
Д. Н. Сидоровым предложен и изучен новый класс динамических моделей на основе интегральных уравнений Вольтерры с разрывными ядрами, предложены аналитические и численные методы построения решений таких уравнений с приложениями в моделировании накопителей. Проведена классификация новых классов нерегулярных интегро-операторных моделей с вырождениями, доказаны конструктивные теоремы существования, разрушения (blow-up) и ветвления решений, предложены приближенные методы построения решений классов линейных и нелинейных систем в нерегулярных случаях, построены главные члены асимптотик их решений. Предложены алгоритмы оценки риска возникновения неустойчивых межсистемных колебаний в ЭЭС и реконфигурации в окрестности критических значений характерных параметров изолированных ЭЭС. В области обработки изображений предложены методы восстановления цифровых видеоархивов, а также распознавания и классификации дефектов методами машинного обучения и технического зрения.
Под руководством Д. Н. Сидорова подготовлены и защищены пять кандидатских диссертаций; разработаны математические модели для системы калибровки атмосферных черенковских телескопов TAIGA-IACT
 и модели машинного обучения в задачах оперативного прогноза полного электронного содержания ионосферы.
Член редколлегий ведущих научных журналов:
Renewable Energy (Elsevier, Q1),
Renewable and Sustainable Energy Reviews (Elsevier, Q1), Mathematics (MDPI, Q1). Редактор серии Machine Learning For Energy Systems журнала Energies (MDPI, Q2). Приглашенный редактор спецвыпуска Integral Equations: Theories, Approximations and Applications журнала Symmetry (MDPI, Q1), International Journal of Artificial Intelligence (Scopus Q1). Член редколлегии журнала «Системы анализа и обработки данных». Главный редактор журнала «iPolytech Journal».
Референт Zentralblatt MATH и Mathematical Reviews. Член IPIA, член (Senior Member) IEEE и SIAM, с 2018 по 2022 гг. — председатель секции IEEE Power & Energy Society Russia.

### Основные труды
Д. Н. Сидоров — автор более 130 научных и научно-популярных статей и монографий по математике, энергетике и машинному обучению. Выступал с многочисленными докладами в ведущих мировых научных центрах. Организатор и соорганизатор минисимпозиумов по сингулярным задачам на
конгрессах ICIAM.
Монографии:
- «Integral Dynamical Models: Singularities, Signals & Control», v. 87, World Scientific Series on Nonlinear Science Series A, edt. Leon O. Chua, World Scientific Publ. Pte Ltd, Singapore (2014) DOI: 10.1142/9278.
- «Toward General Theory of Differential-Operator and Kinetic Models», v. 97, World Scientific Series on Nonlinear Science Series A, edt. Leon O. Chua, World Scientific Publ. Pte Ltd, Singapore (соавт., 2020) DOI: 10.1142/11651.
- «Approximation and Regularisation Methods for Operator-Functional Equations», v. 95, World Scientific Series on Advances in Mathematics for Applied Sciences, edt. N. Bellomo, R. Eftimie, World Scientific Publ. Pte Ltd, Singapore (соавт., 2025) DOI: 10.1142/14065.
- «Solving Urban Infrastructure Problems Using Smart City Technologies. Handbook on Planning, Design, Development, and Regulation», eds. J. Vacca, Elsevier, (соавт., 2021) DOI: 10.1016/C2018-0-00326-6.